# "Weird Al" Yankovic in 3-D
"Weird Al" Yankovic in 3-D (a veces referido como simplemente In 3-D) es el segundo álbum de estudio del artista "Weird Al" Yankovic, lanzado el 28 de febrero de 1984 en Rock 'n' Roll Records. Al igual que muchos de sus álbumes, también fue producido por Rick Derringer. Grabado entre octubre y diciembre de 1983, es el sucesor de su modestamente exitoso álbum debut.
El álbum está compuesto de parodias y pastiches de canciones y artistas de inicios de los 80, como Michael Jackson, The Police, Greg Kihn Band, Men Without Hats y Survivor. Este álbum representa un cambio de sonido ya definitivo al del primer álbum, ya que la instrumentación es mucho más desarrollada y variada, logrando sonidos más cercanos a las canciones originales en el caso de las parodias; debido a esto, el acordeón característico de Yankovic es dejado de lado en gran parte. También incluye la primera aparición de los medley de polka, compuestos de varias canciones populares de la época en la que realizaron los álbumes respectivos; estos aparecerían en cada uno de los álbumes de Yankovic (excepto Even Worse; UHF tiene un medley dedicado a los Rolling Stones y Alapalooza reemplaza el medley por un cover polka de Bohemian Rhapsody, de Queen). Además, una "épica" canción larga aparece al final del álbum, tropo que vendría más a uso en los últimos álbumes del artista.
El álbum fue recibido con críticas positivas y llegó al puesto 17 de las listas Billboard 200. Contiene el primer gran éxito de Yankovic: «Eat It», parodia de «Beat It» de Michael Jackson que llegó al número 9 de las listas Billboard Hot 100 y al número 1 en Australia, siendo el único número 1 del artista en cualquier país, además de ser la canción más exitosa de Yankovic hasta «White & Nerdy» de 2006, que llegó al número 9. También produjo otros dos menores éxitos en Estados Unidos: «King of Suede» (parodia de «King of Pain» de The Police), que llegó al número 62 y «I Lost on Jeopardy» (parodia de «Jeopardy» de Greg Kihn Band), que llegó al número 81. Fue el primer disco de oro de Yankovic, y luego fue certificado disco de platino luego de un millón de ventas en EE. UU. «Eat It» ganó un Grammy por mejor grabación de comedia en 1985.

## Contenido
- Eat It: Parodia de «Beat It» de Michael Jackson. En ésta, el narrador insiste que su hijo quisquilloso coma a pesar de sus excusas.
- Midnight Star: Canción original.[1] Es una oda a los tabloides de supermercado.
- The Brady Bunch: Parodia a «The Safety Dance» de Men Without Hats. Habla del disgusto del narrador de la serie The Brady Bunch; la letra del tema musical de la dicha serie aparece en la canción.
- Buy Me a Condo: Parodia a Bob Marley y al reggae en general. Una sátira a la cultura consumista de clase media en Estados Unidos.
- I Lost on Jeopardy: Parodia a «Jeopardy» de Greg Kihn Band. Narra en primera persona como alguien pierde estrepitosamente en el programa de juegos Jeopardy!; incluye un monólogo del locutor original Don Pardo[2] y la aparición del presentador original Art Fleming y el mismísimo Greg Kihn en el vídeo musical; cabe destacar que la canción salió unos meses antes del estreno de la edición actual de la serie.
- Polkas on 45: Medley de polka incluyendo:
  - «Jocko Homo» de Devo
  - «Smoke on the Water» de Deep Purple
  - «Sex (I'm A...)» de Berlin
  - «Hey Jude» de The Beatles
  - «L.A. Woman» de The Doors
  - «In-A-Gadda-Da-Vida» de Iron Butterfly
  - «Hey Joe» de The Jimi Hendrix Experience
  - «Burning Down the House» de Talking Heads
  - «Hot Blooded» de Foreigner
  - «Bubbles in the Wine» de Lawrence Welk
  - «Every Breath You Take» de The Police
  - «Should I Stay or Should I Go» de The Clash
  - «Jumpin' Jack Flash» de The Rolling Stones
  - «My Generation» de The Who
  - «Ear Booker Polka» de "Weird Al" Yankovic

El título del medley es una parodia a Stars on 45.
- Mr. Popeil: Parodia a The B-52s. Habla sobre el inventor Sam Popeil (padre de Ron Popeil) y sus inventos de utilidad variada. La hermana de Ron, Lisa, canta como corista.[2]
- King of Suede: Parodia a «King of Pain» de The Police. Sobre un dueño de una tienda de ropa que se auto-proclama "el rey de la gamuza".
- That Boy Could Dance: Canción original. Sobre un chico que, a pesar de las burlas, baila muy bien.
- Theme from Rocky XIII (The Rye or the Kaiser): Parodia a «Eye of the Tiger» de Survivor. Trata de una entrega ficticia de la franquicia Rocky, donde un Balboa retirado es dueño de un deli.
- Nature Trail to Hell. Canción original.[1] Compuesta como un tráiler para un slasher en 3D ficticio. Hay un mensaje oculto en el minuto 3:40, que dice "Satan eats Cheez-Wiz" (Satán come Cheez-Wiz).

## Lista de canciones
1. Eat It (orig. Michael Jackson, arr. Yankovic)
2. Midnight Star (Yankovic)
3. The Brady Bunch (orig. Ivan Doroschuk, Sherwood Schwartz, Frank De Vol, arr. Yankovic)
4. Buy Me a Condo (Yankovic)
5. I Lost on Jeopardy (orig. Greg Kihn, Steve Wright, arr. Yankovic)
6. Polkas on 45 (orig. varios, arr. Yankovic)
7. Mr. Popeil (Yankovic)
8. King of Suede (orig. Sting, arr. Yankovic)
9. That Boy Could Dance (Yankovic)
10. Theme from Rocky XIII (The Rye or the Kaiser) (orig. Frankie Sullivan, Jim Peterik, arr. Yankovic)
11. Nature Trail to Hell (Yankovic)